# Епархия Гамильтона
Епархия Гамильтона (лат. Dioecesis Hamiltonensis) — епархия Римско-Католической церкви с центром в городе Гамильтон, Канада. Епархия Гамильтона входит в архиепархию Торонто. Кафедральным собором епархии Гамильтона является собор Христа Царя в городе Гамильтон.

## История
29 февраля 1856 года Святой Престол учредил епархию Гамильтона, выделив её из архиепархии Торонто. 22 ноября 1958 года епархия Гамильтона уступила часть своей территории епархии Сент-Катаринса.

## Ординарии епархии
- епископ John Farrell (29.02.1856 — 28.09.1873);
- епископ Peter Francis Crinnon (3.02.1874 — 25.11.1882);
- епископ James Joseph Carbery (4.09.1883 — 17.12.1887);
- епископ Thomas Joseph Dowling (11.01.1889 — 6.08.1924);
- епископ John Thomas McNally (12.08.1924 — 17.02.1937);
- епископ Joseph Francis Ryan (16.08.1937 — 27.03.1973);
- епископ Paul Francis Reding (14.09.1973 — 8.12.1983);
- епископ Anthony Frederick Tonnos (2.05.1984 — 24.09.2010);
- епископ Douglas Crosby (24.09.2010 — по настоящее время).

## Источник
- Annuario Pontificio,  Libreria Editrice Vaticana, Città del Vaticano, 2003, стр. 958, ISBN 88-209-7422-3